# Somatina sedata
Somatina sedata är en fjärilsart som beskrevs av Louis Beethoven Prout 1922. Somatina sedata ingår i släktet Somatina och familjen mätare. Inga underarter finns listade i Catalogue of Life.